# Кара Караев (станция метро)
«Кара Караев» (азерб. Qara Qarayev) — станция первой (Красной) линии Бакинского метрополитена и станция второй (Зелёной) линии Бакинского метрополитена. Расположена между станциями «Кёроглу» (ранее Мешади Азизбеков) и «Нефтчиляр».

## История
Станция была открыта под названием «Аврора» 6 ноября 1972 года одной очередью с соседними станциями «Кёроглу» и «Нефтчиляр». Архитекторами станции выступили Г. Алескеров и А. Гусейнов. Оформление станции было тематически связано с её первоначальным названием, присвоенным ей в память о легендарном крейсере, ставшем символом Октябрьской революции. Светящиеся колонны, поддерживающие легкий, освещенный плафон, решённый в виде «шебеке», были призваны создать праздничное настроение, заставляя забыть о подземелье. Тему Октября подчёркивали чеканки, расположенные на стенах в концах подземного вестибюля, на которых были изображены сцены из вооружённого восстания, В. И. Ленин и силуэт крейсера «Аврора». На противоположно расположенных чеканках были отражены достижения Азербайджанской ССР за годы Советской власти.
В 1991 года была станция переименована в честь композитора Кара Караева. Чеканки с революционной тематикой были заменены на изображения героев музыкальных произведений композитора, а при въезде на станцию стала звучать мелодия из его балета «Семь красавиц» (азерб. Yeddi gözəl).